# Zentrale Archäologische Orte in der Prignitz
Die historische Landschaft Prignitz im Nordwesten des Landes Brandenburg verfügt über ein reiches archäologisches Erbe. Bis heute gibt es ca. 3500 Fundstellen. Aus diesem Bestand treten derzeit sieben Bodendenkmale wegen ihrer nationalen oder landesgeschichtlichen Bedeutung hervor. Fünf davon liegen im Landkreis Prignitz und zwei im Landkreis Ostprignitz-Ruppin. Sie werden als Zentrale Archäologische Orte (ZAO) bezeichnet und stehen für die historischen Zeitschichten in der Region.
Das Projekt ZAO wird vom Brandenburgischen Landesamt für Denkmalpflege und Archäologisches Landesmuseum, dem Landkreis Prignitz und dem Landkreis Ostprignitz-Ruppin in Verbindung mit örtlichen Partnern getragen. Es hat die schrittweise archäologische, touristische und museale Erschließung und Nutzung der Bodendenkmale zum Ziel. Ein Archäologischer Pfad von Lenzen bis Wittstock soll die Orte miteinander verknüpfen, will Landesgeschichte, kulturelle Identität und Heimat vermitteln. Die Informationstafeln für den Pfad spiegeln einen Teil der Ergebnisse der bisher geleisteten Arbeit wider.

## Die Burg Lenzen
Die Burg war Sitz slawischer und deutscher Herren. Inmitten des Biosphärenreservates Flusslandschaft Elbe im Nordwesten der Prignitz liegt die Stadt Lenzen. Sie wird überragt von der slawisch-deutschen Burg mit ihrem Bergfried aus dem 14. Jahrhundert. Das Gebiet um Lenzen war wegen seiner nahen Lage zur Elbe seit dem 9. Jahrhundert ein strategisch wichtiger Punkt in der Auseinandersetzung zwischen Deutschen und Slawen. Hier fand 929 die Schlacht bei Lenzen statt, nach der es dem Sachsenkönig Heinrich I. vorübergehend gelang, die Slawenburgen an der Elbe einzunehmen.
1993 wurde durch den BUND mit dem Umbau der Burg Lenzen zu einem Europäischen Zentrum für Auenökologie, Umweltbildung und Besucherinformation begonnen. Die Arbeiten waren mit umfangreichen archäologischen Ausgrabungen verbunden, die bemerkenswerte Erkenntnisse zur slawischen Burganlage und Besiedlung, sowie zu der deutsch-mittelalterlichen Burg hervorbrachten. Die Ausgrabungen dokumentieren die Entwicklung der Burg Lenzen von der ältesten slawischen Befestigung bis zur Gegenwart.

## Das Großsteingrab von Mellen

Das Hünengrab bei Mellen

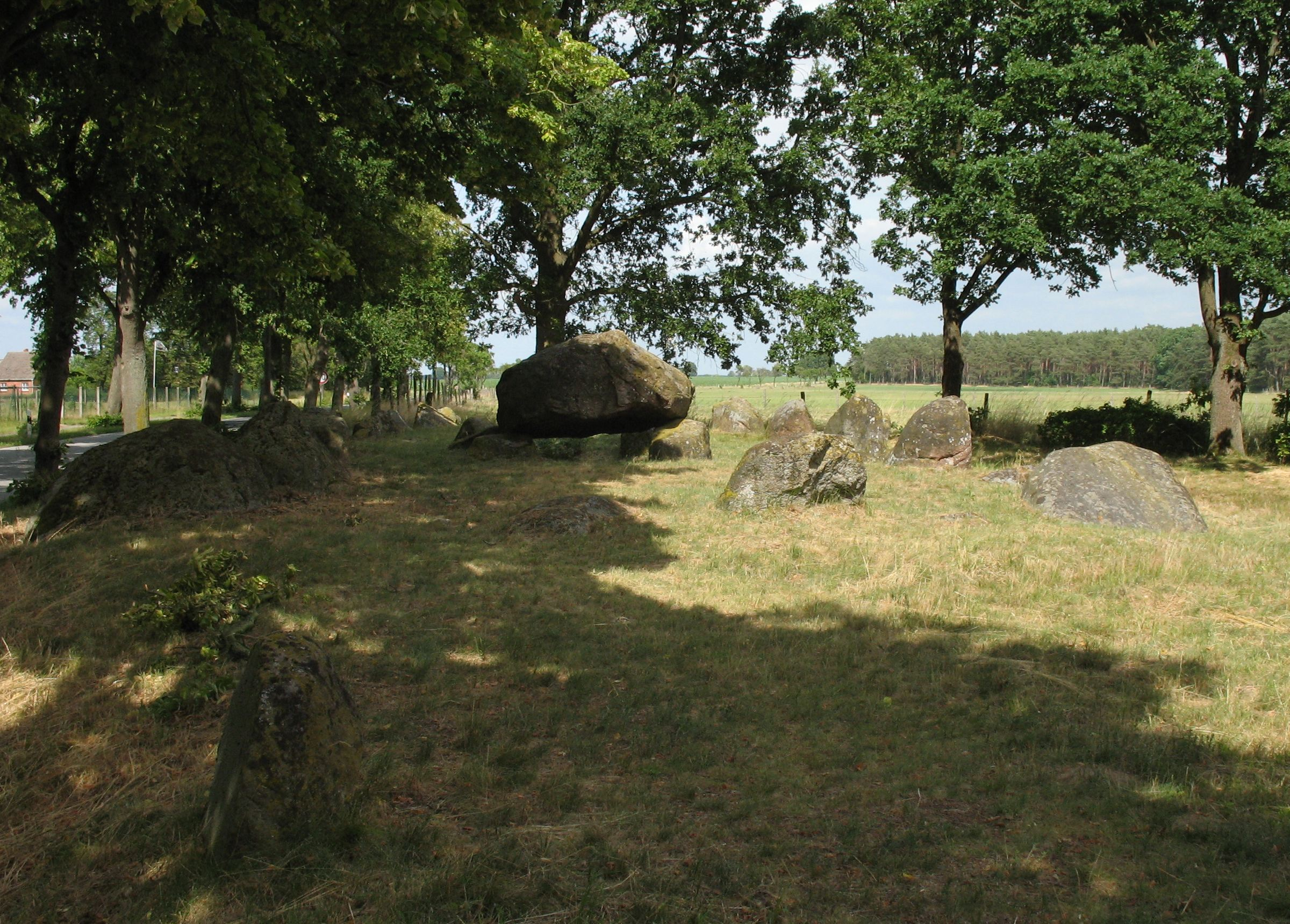
Großsteingrab in Lenzen-Mellen

ist ein Zeugnis der Megalithkultur. Das Hünengrab von Mellen, ein Ortsteil von Lenzen, ist das letzte erhaltene Megalithgrab der Prignitz. Es vermittelt eine Vorstellung vom aufwändigen Grabkult der mittleren Steinzeit. Besonders in der ersten Hälfte des 19. Jahrhunderts verschwanden die meisten dieser Gräber. Die großen Findlinge wurden sehr häufig von Steinschlägern zerkleinert und als Baumaterial oder Pflastersteine verwendet. So auch Teile des Mellener Grabes. Es verlor durch die Steingewinnung drei seiner sechs Decksteine, zahlreiche Trägersteine und Steine der Einfassung. 1887 wurde das Mellener Hünenbett unter Denkmalschutz gestellt und befindet sich seither in unverändertem Zustand. Es wurde bislang nicht wissenschaftlich untersucht. Man muss jedoch davon ausgehen, dass die in der Kammer befindlichen Bestattungen bereits im 19. Jh. zerstört wurden.

## Das Königsgrab von Seddin
1899 entdeckten Arbeiter im Hinzeberg bei Seddin eines der reichsten spätbronzezeitlichen Gräber im nördlichen Europa. Der Sage nach soll es sich dabei um die letzte Ruhestätte eines Königs namens Hinz handeln. Die Grabbeigaben gelangten in das Märkische Provinzialmuseum nach Berlin. Seit dem Jahr 2000 werden neue intensive archäologische Forschungen zum Königsgrab betrieben. Das monumentale Grab wurde am Ende des 9. Jahrhunderts v. Chr. errichtet. Mit 64 Metern Durchmesser und einer ehemaligen Höhe von etwa 10 Metern hebt sich der Hügel des Grabes von allen anderen erhaltenen Grabhügeln Norddeutschlands ab. Auch die Grabkammer mit zahlreichen wertvollen Beigaben ist in Größe und Konstruktion einmalig und wohl südeuropäischen Vorbildern nachempfunden. All das deutet auf einen außerordentlich hohen sozialen Status des dort begrabenen Mannes zu Lebzeiten hin.

## Die Steine vom Teufelsberg
Die Steine vom Teufelsberg waren ein Kultort und Bestattungsplatz. Nordöstlich des Dorfes Wolfshagen auf einer Erhebung in der Nähe der Stepenitz befindet sich der Teufelsberg. In seinem Zentrum wurde bei Ausgrabungen vor etwa 80 Jahren ein doppelter Steinkreis mit einem Durchmesser von etwa sieben Metern freigelegt. Er befand sich an der Stelle eines älteren Leichenverbrennungsplatzes. In der Umgebung dieser kultischen Anlage fanden sich auf engem Raum zahlreiche Brandgräber mit sehr unterschiedlichen Grabformen. Die Vielfalt der Formen und der steinernen Grabkonstruktionen auf dem Teufelsberg ist für spätbronzezeitliche Flachgräberfelder der Prignitz untypisch und einmalig. Steinerne Grabeinbauten stellen eigentlich ein Merkmal reich ausgestatteter Grabhügel dar. Die Flachgräber vom Teufelsberg enthielten jedoch meist nur wenige Beigaben. Aufgrund der Steinarchitektur repräsentieren sie offensichtlich eine besondere Bevölkerungsgruppe. Der bedeutende spätbronzezeitliche Kult- und Bestattungsplatzes wurde in der Zeit genutzt, als auch das Königsgrab von Seddin entstand.

## Adelssitz von Meyenburg
Stadt und Burg wurden im Jahre 1285 als Meyenborch erstmals urkundlich erwähnt. Wichtige Stadt- und Burgherren waren die Mitglieder der Familie von Rohr. Die ältesten Teile des heutigen Schlosses wurden im 14. Jahrhundert auf den Resten älterer Anlagen, bei der man die mittelalterliche Stadtmauer einbezog, errichtet. Die heutige Schlossanlage entstand 1866. Seit den 1990er Jahren wurde zunächst die Hülle, später das Innere des Schlosses aufwändig restauriert. Im Zuge der Sanierung wurden umfangreiche archäologische Untersuchungen durchgeführt. Dabei gelang es unter dem heutigen Schloss die Reste von zwei älteren Burganlagen nachzuweisen. In der markgräflichen Burg aus der zweiten Bauphase (13./14. Jh.) stieß man auf eine sehr aufwändige Warmluftspeicherheizung mit mehreren Öfen. Das lässt auf eine große Bedeutung des Bauwerkes in der Zeit schließen. Pfingstsonntag 2006 fand die feierliche Wiedereröffnung des Schlosses Meyenburg statt. Es beherbergt heute das Modemuseum und das Heimatmuseum mit der Rohr’schen Stube.

## Freyenstein
Anfang des 13. Jahrhunderts legten deutsche Siedler im Auftrag des Havelberger Bischofs eine Stadt an, die 1263 als Vrigenstene erstmals erwähnt wurde. Etwa 25 ha Fläche wurden umwallt, Straßen angelegt und gepflastert. Am Rande befand sich eine kleine Adelsburg. Die Lage der Stadt im Grenzgebiet zu Mecklenburg ließ sie jedoch immer wieder zum Streitobjekt werden. Mehrfach kam es zu verheerenden Zerstörungen. Deshalb wurde der Ort um 1287 verlassen und in direkter Nachbarschaft an einem kleinen Nebenarm der Dosse neu errichtet. Die Gebäude der aufgegebenen Stadt wurden abgetragen, die Keller verfüllt und die Stadtfläche wieder als Ackerland genutzt. Damit war die alte Stadt Freyenstein aus der Landschaft verschwunden. Nur die Reste der Stadtbefestigung und der Flurname Altstadt erinnerten an die Stadtwüstung. Sie gewähren heute einen einzigartigen Einblick in eine brandenburgische Stadt des 13. Jahrhunderts.
Seit den 1980er Jahren finden in der Wüstung archäologische Forschungen statt. Mit einem geophysikalischen Messverfahren gelang es, den Grundriss der Stadt zu rekonstruieren. Im Sommer 2007 öffnete der Archäologische Park Freyenstein seine Pforten.

## Massengrab von Wittstock
Während des Dreißigjährigen Krieges, im Herbst 1636, war die Situation der schwedischen Armee in Deutschland kritisch. Ohne Verbündete in den Norden des Heiligen Römischen Reiches zurückgedrängt, sah sich der schwedische Feldmarschall Johan Banér zu einer Entscheidungsschlacht gezwungen. So kam es am 4. Oktober 1636 zur Schlacht bei Wittstock, einer der blutigsten Feldschlachten des Dreißigjährigen Krieges. Trotz der vorteilhaften Stellung und der zahlenmäßigen Übermacht des kaiserlich-sächsischen Heeres unter Generalfeldmarschall Graf Melchior von Hatzfeldt und Kurfürst Johann Georg I. von Sachsen errangen die Schweden den Sieg. Neben etwa 2.130 schwedischen und einer unbekannten, jedoch vermutlich höheren Zahl sächsisch-kaiserlicher Verwundeter, sollen ca. 1000 schwedische Soldaten und 5000 Verbündete ihr Leben verloren haben. Manche Schätzungen gehen sogar von 8000 Toten während der Schlacht sowie der anschließenden Verfolgung der Verlierer und ihres Trosses aus. Am Folgetag befahl Feldmarschall Banér das Schlachtfeld aufzuräumen und die Toten zu bestatten.
Bei Bauarbeiten in einem Gewerbegebiet südlich der Stadt Wittstock wurde im Frühjahr 2007 ein zu dieser Schlacht gehöriges Massengrab entdeckt. Die Größe der Grabgrube wurde auf etwa 6 × 3,5 Meter rekonstruiert. Darin wurden 125 Bestattete nachgewiesen. 88 Skelette konnten in ihrer Originallage dokumentiert werden, dabei handelte es sich um Männer zwischen 17 und 45 Jahren. Bei der osteologischen Untersuchung wurden zum Teil die tödlichen Verletzungen der Soldaten festgestellt, aber auch frühere Knochenbrüche, Infektionen und allgemeine Erkrankungen. So konnte durch die interdisziplinäre Zusammenarbeit von Archäologen und Anthropologen an den Funden des Massengrabes von Wittstock die Lebensrealität von Söldnern während des Dreißigjährigen Krieges erforscht werden.